# Waldemar Kuligowski
Waldemar Kuligowski (ur. 1972 w Szubinie) – polski antropolog kulturowy, profesor nauk humanistycznych na Uniwersytecie im. Adama Mickiewicza w Poznaniu, eseista, redaktor.

## Życiorys
Absolwent szkoły podstawowej nr 1 w Szubinie oraz VI Liceum Ogólnokształcącego im. J.J. Śniadeckich w Bydgoszczy. Studiował etnologię na Uniwersytecie im. Adama Mickiewicza w Poznaniu. W 1999 uzyskał doktorat z etnologii, w 2006 habilitował się w zakresie etnologii, od 2018 profesor tytularny.

### Działalność naukowa i publikacje
Autor ponad 200 publikacji naukowych w dziewięciu językach (poza polskim: angielski, czeski, litewski, rosyjski, serbski, słowacki, węgierski, ukraiński). Publikował w czołowych tytułach polskich („Teksty Drugie”, „Konteksty”, „Kultura i Społeczeństwo”, „Kultura Współczesna”, „Lud”, „Ethnologia Polona”), jak i zagranicznych („East European Politics and Societies”, „Transfers. Interdisciplinary Journal of Mobility Studies”, “Anthropos. International Review of Anthropology and Lingustic”, „Jahrbuch für Europäische Ethnologie”).
Jego zainteresowania naukowe dotyczą szerokiego wachlarza zjawisk: modernizacji, globalizacji, teorii kultury, tekstualizmu, festiwalizacji, kultury popularnej, kultur rdzennych, zwłaszcza amerykańskich. Propagator nurtu antropologii współczesności. Prowadził badania terenowe w Europie, Azji i Ameryce Północnej.
Członek komitetów Polskiej Akademii Nauk: Komitetu Nauk Etnologicznych (2011-2020), Komitetu Nauk o Kulturze (2012-2020) i Komitetu Słowianoznawstwa (2011–2014). W latach 2014–2018 Przewodniczący Interdyscyplinarnego Zespołu ds. Narodowego Programu Rozwoju Humanistyki.
Prodziekan Wydziału Historycznego UAM (2008-2012). Kierownik Zakładu Antropologii Kulturowej (dawniej Zakładu Studiów nad Kulturą Współczesną).
Ekspert Polskiej Komisji Akredytacyjnej (od 2014) i Narodowej Agencji Wymiany Akademickiej w programie „Granty interwencyjne” (od 2020). Ekspert Portuguese Foundation for Science and Technology oraz litewskiego Centre for Quality Assessment in Higher Education (SKVC).
Wieloletni redaktor „Czas Kultury”, w latach 2017–2021 także redaktor naczelny. Przewodniczący serii wydawniczej „Kultury Popularne Świata”, wydawanej przez Polskie Towarzystwo Ludoznawcze. Członek Rad Naukowych czasopism: „Kultura i Historia”, „Literatura Ludowa”, „Slavia Meridionalis” i „Studia Muzealne”. Członek Editorial /Review Committee „Shanlax International Journal of Arts, Science and Humanities”. Członek Rad Naukowych serii wydawniczych: „Poznańskie Studia Etnologiczne”, „Komentarze do Polskiego Atlasu Etnograficznego” i „Audiowizualne aspekty kultury w ponowoczesności”.
Członek Royal Anthropological Institute (od 2014), Société Internationale d´Ethnologie et de Folklore/The International Society for Ethnology and Folklore (od 2015) i Polskiego Towarzystwa Ludoznawczego (od 2007).
Wykładał gościnnie na uniwersytetach w Budapeszcie, Bratysławie, Brnie, Sankt Petersburgu i Kilonii.

### Działalność publicystyczna
Autor ponad 300 artykułów, reportaży, felietonów, recenzji i wywiadów. Publikował w dziennikach i czasopismach opinii („Gazeta Wyborcza”, „Polityka”, „Tygodnik Powszechny”, „Wprost”), jak też w pismach kulturalno-społecznych („Przekrój”, „Borussia”, „Nowe Książki”, „Książki. Magazyn do czytania”).
Prowadził „Kultywator”, pierwszy talk-show w historii TVP Poznań. Był kierownikiem Zespołu Redakcyjnego Naukowej Uniwersyteckiej Telewizji Internetowej UAM.TV.
Był redaktorem naczelnym studenckiego pisma „Magazyn (etno)logiczny”.
Związany z Polskim Ruchem Przyjaciół Indian – wieloletni współpracownik „Tawacin. Pismo Przyjaciół Indian”, członek redakcji czasopisma „Wyspa Żółwia”.

### Działalność społeczna
Przewodniczący Kapituły Nagrody Artystycznej Miasta Poznania (od 2019).
Członek Komitetu Sterującego „Foresight Regionalny dla Wielkopolski” (2010-2013). Ekspert w obszarze „Kultura, sztuka, ochrona dóbr kultury i dziedzictwa narodowego” Wydziału Kultury i Sztuki Urzędu Miasta Poznania (od 2012), członek Rady Programowej Teatru Polskiego w Poznaniu (od 2015), członek Rady Programowej Centrum Kultury „Zamek” w Poznaniu (2012-2015).
Członek Jury Konkursowego „Centrum Warte Poznania” (od 2013), przewodniczący Jury Konkursu Fotograficznego „Moja Wielkopolska” (2016), członek jury w Plebiscycie na Człowieka Kultury oraz Wydarzenia Kulturalnego w Poznaniu (2018-2020).
Członek jury ogólnopolskiego konkursu „Dig It” na najlepsze projekty i działania teatralne zrealizowane online w czasie pandemii COVID-19 (Instytut Teatralny, 2021).
Juror nagrody Związku Producentów Audio-Video „Fryderyk”. Członek wspierający Izby Gospodarczej Menedżerów Artystów Polskich (od 2020).

## Odznaczenia i nagrody
- W 2015 roku otrzymał odznakę honorową „Zasłużony dla Kultury Polskiej”[14].
- Odznaczony Honorowym Medalem im. ks. Jana Kleina, przyznanym przez kapitułę Szubińskiego Towarzystwa Kulturalnego (2020)[15].
- Tytuł „Książka Jesieni 2004”, przyznany przez Poznański Przegląd Nowości Wydawniczych (za książkę Miłość na Zachodzie. Historia antropologiczna – 2004)[16].
- Nagroda „Edukacja XXI”, przyznana podczas Targów Książki Edukacyjnej (za książkę, napisaną wspólnie z Wojciechem J. Bursztą, Sequel. Dalsze przygody kultury w globalnym świecie – 2006)[17].
- I miejsce w konkursie fotograficznym „Albania – zapomniana Europa”, zorganizowanym przez Wojewodę Wielkopolskiego (2005).
- Wyróżnienie na XV Konkursie Dziennikarskim Oddziałów Terenowych TVP S.A. w kategorii „Autor najlepszego programu kulturalnego” (2008).
- Wpis na Listę Skarbów Muzeum Książki Dziecięcej (książka Trzecia płeć świata, 2020[18])[19].
- Finalista Ogólnopolskiego Konkursu Poetyckiego (Kłodzko, 1994), laureat Konkursu Jednego Utworu (I Toruńskie Artystyczne Spotkania Młodzieży Akademickiej, 1994).

## Publikacje
Monografie naukowe:
- (z Wojciechem Bursztą, przedmowa Zygmunt Bauman) Dlaczego kościotrup nie wstaje. Ponowoczesne pejzaże kultury, Warszawa 1999, Wydawnictwo Sic!, ISBN 83-86056-61-4.
- Antropologia refleksyjna. O rzeczywistości tekstu (seria wydawnicza Poznańskie Studia Etnologiczne nr 2), Poznań 2001, Wydawnictwo Poznańskie, ISBN 83-7177-091-X.
- Siedem szkiców do antropologii miłości, Poznań 2002, Wydawnictwo Poznańskie, ISBN 83-7177-109-6.
- Miłość na Zachodzie. Historia antropologiczna, Poznań 2004, Wydawnictwo Naukowe UAM, ISBN 83-232-1405-0.
- (z Wojciechem Bursztą) Sequel. Dalsze przygody kultury w globalnym świecie, Warszawa 2005, Wydawnictwo Literackie Muza, seria Spectrum, ISBN 83-7319-817-2.
- Antropologia współczesności. Wiele światów, jedno miejsce, Kraków 2007, Wyd. Universitas, ISBN 97883-242-0669-8.
- Różnicowanie nowoczesności. Nowa debata w antropologii społecznej, Poznań 2012, Wydawnictwo Nauka i Innowacje, ISBN 978-83-934106-2-0.
- Defamiliaryzatorzy. Źródła i zróżnicowanie antropologii współczesności, Poznań 2016, Wydawnictwo Naukowe UAM, ISBN 978-83-232-3092-2.
- (z Agatą Stanisz) Ruchome modernizacje. Między Autostradą Wolności a „starą dwójką”, Warszawa 2017, Instytut Wydawniczy Książka i Prasa, ISBN 978-83-65304-57-5.
- (z Lią Dostlievą, Bogną Kociołowicz-Wiśniewską, Natalią Nowińską-Antoniewicz, Marcinem Poprawskim, Aleksym Szymkiewiczem) Uwierz w festiwal. Aksjonormatywne wymiary współczesnych festiwali muzycznych w Polsce, Warszawa 2022, Instytut Wydawniczy Książka i Prasa, ISBN 978-83-66615-45-8.
- (z Marcinem Poprawskim) Festivals and Values. Music, Community Engagement and Organisational Symbolism, Springer Nature Switzerland AG, Cham 2023, DOI https://doi.org/10.1007/978-3-031-39752-3.

Książki popularnonaukowe:
- Jak skutecznie kłamać. Z Waldemarem Kuligowskim rozmawia Elwira Białek, Poznań 2010, Kurpisz Publishing House, ISBN 978-83-61855-30-9
- Złe miasta. 23 sample z rzeczywistości, Poznań 2014, Biblioteka Czasu Kultury, t. 42, Stowarzyszenie Czasu Kultury, ISBN 978-83-935637-0-8
- Trzecia płeć świata, Poznań 2020, Wydawnictwo Albus, ISBN 978-83-89284-25-9
- Drugi mąż czwartej żony. Małżeństwa świata, Poznań 2021, Wydawnictwo Albus, ISBN 978-83-89284-98-3.
- Z roślin, z dźwięków, z marzeń. Domy świata, Poznań 2023, Wydawnictwo Albus, ISBN 978-83-67085-05-2.